# Shazad Latif
Shazad Latif (Londra, 8 luglio 1988) è un attore britannico.
È noto per aver interpretato il personaggio di Henry Jekyll nella serie televisiva Penny Dreadful (2016) e di Ash Tyler / Voq nella serie televisiva Star Trek: Discovery (2017-2019), parte del franchise di fantascienza Star Trek.

## Biografia
Di origini pakistane, inglesi e scozzesi, Shazad cresce a Tufnell Park, a nord di Londra. Studia alla Bristol Old Vic Theatre School e il debutto in teatro lo vede protagonista in due opere molto conosciute quali King Lear e School for Scandal. All'ultimo anno, lascia la scuola per partecipare alla serie televisiva Spooks, nel ruolo di Tariq Masood, fanatico tecnologico, pur essendo Shazad, per sua confessione, un tecnofobico.
Nel 2011 compare nei panni di Mehdi Raboud nell'episodio pilota Messaggio al primo ministro (The National Anthem, trasmesso in inglese il 4 dicembre 2011) della serie televisiva antologica di Channel 4 Black Mirror, in seguito acquistata da Netflix. Nel 2016 interpreta il dottor Henry Jekyll nella terza stagione della serie Penny Dreadful. Nel 2017 entra a far parte del cast della serie televisiva Star Trek: Discovery, sesta serie live-action del franchise di fantascienza Star Trek, in cui veste i panni del tenente Ash Tyler, in realtà il klingon Voq biologicamente modificato. Latif è presente in 25 episodi della prima e della seconda stagione della serie televisiva, dopo di che, quando la USS Discovery viaggia nel futuro fino al XXXII secolo, il personaggio esce di scena. 
Nel 2023 è protagonista, al fianco di Lily James e di Emma Thompson, della commedia romantica What's Love, diretta da Shekhar Kapur e ispirata all'omonima hit del 1984 di Tina Turner What's Love Got to Do with It. Nel 2024 Shadif Latif viene annunciato tra i protagonisti della serie televisiva thriller di Sky Original Atomic, scritta da Gregory Burke, diretta da Shariff Korver, in cui reciterebbe al fianco di Alfie Allen e di Samira Wiley.

## Filmografia parziale

### Attore

#### Cinema
- Our Lad, regia di Rachna Suri - cortometraggio (2013)
- We Are Monster, regia di Antony Petrou (2014)
- Ritorno al Marigold Hotel (The Second Best Exotic Marigold Hotel), regia di John Madden (2015)
- L'uomo che vide l'infinito (The Man Who Knew Infinity), regia di Matt Brown (2015)
- Incident on the Northern Line, regia di Jesse Armstrong - cortometraggio (2015)
- L'uomo sul treno - The Commuter (The Commuter), regia di Jaume Collet-Serra (2018)
- Profile, regia di Timur Bekmambetov (2018)
- Falling for Figaro, regia di Ben Lewin (2020)
- Caccia all'agente Freegard (Rogue Agent), regia di Declan Lawn e Adam Patterson (2022)
- What's Love? (What's Love Got to Do with It?), regia di Shekhar Kapur (2022)
- Things We Never Said, regia di Manjinder Virk - cortometraggio (2022)
- Magpie, regia di Sam Yates (2024)

#### Televisione
- Spooks – serie TV, 17 episodi (2009–2011)
- The Silence, regia di Dearbhla Walsh - miniserie TV, puntate 1-2-3 (2010)
- Fresh Meat – serie TV, episodio 1x02 (2011)
- Comedy Lab - serie TV, episodio 12x06 (2011)
- Black Mirror – serie TV, episodio 1x01 (2011)
- Silk – serie TV, episodio 2x05 (2012)
- Toast of London – serie TV, 17 episodi (2012-2015)
- My Mad Fat Diary – serie TV, 5 episodi (2013)
- Jo – serie TV, episodio 1x07 (2013)
- Love Matters - serie TV, episodio 1x05 (2013)
- In guerra tutto è concesso (Salting the Battlefield), regia di David Hare - film TV (2014)
- Ordinary Lies – serie TV, 4 episodi (2015)
- Penny Dreadful – serie TV, 8 episodi (2016) - Henry Jekyll
- Still-Star Crossed - serie TV, episodio 1x01 (2017)
- Star Trek: Discovery – serie TV, 25 episodi (2017-2019)
- Departure - serie TV, 6 episodi (2019)
- The Pursuit of Love - Rincorrendo l'amore (The Pursuit of Love), regia di Emily Mortimer – miniserie TV, puntate 1-2-3 (2021)
- Toast of Tinseltown - serie TV, 5 episodi (2022)
- Nautilus - serie TV, 10 episodi (2024)

### Doppiatore
- Dark Crystal - La resistenza (The Dark Crystal: Age of Resistance) - serie TV, 5 episodi (2019)

### Produttore
- Dear Jesus, regia di Kat Webber - cortometraggio (2020)

## Teatro (parziale)
- King Lear, di William Shakespeare
- School for Scandal

## Doppiatori italiani
Nelle versioni in italiano delle opere in cui ha recitato, Shazad Latif è stato doppiato da:
- David Chevalier in L'uomo che vide l'infinito
- Marco Giansante in In guerra tutto è concesso
- Stefano Crescentini in Ritorno al Marigold Hotel
- Davide Perino in Penny Dreadful
- Andrea Mete in Star Trek: Discovery
- Massimo Triggiani in L'uomo sul treno
- Marco Vivio in What's Love?

Da doppiatore è stato sostituito da:
- Matteo Liofredi in Dark Crystal - La resistenza